# Eremedaille voor Verdienste voor de Gezondheid van de Strijdkrachten
De Eremedaille voor Verdienste voor de Gezondheid van de Strijdkrachten (Frans: Médaille d’honneur du service de santé des armées) is een Franse militaire onderscheiding, een van de vele eremedailles van de Franse staat. Deze medaille heeft een hoge status; het is een "distinction française" en een "titre de guerre" . Het bezit van deze medaille doet de drager in aanmerking komen voor het zo begeerde Legioen van Eer. Sinds 1979 wordt de medaille ook postuum toegekend.
De medaille werd op 30 augustus 1962 ingesteld tijdens een vereenvoudiging van het Franse decoratiestelsel dat in de loop der jaren met veel ministeriële onderscheidingen was uitgedijd. Op 1 januari 1964 werden vijftien van de negentien ministeriële orden door generaal de Gaulle, president van de Franse Republiek, vervangen door de Franse Nationale Orde van Verdienste.
De vervallen en vervangen medailles die vooral op de militaire gezondheidszorg betrekking hadden:
- Medaille voor Verdienste voor de Gezondheid van het Leger (Frans: Médaille des services de santé des armées de Terre) (1931)
- Medaille voor Verdienste voor de Gezondheid van de Nationale Marine (Frans: Médaille des services de santé de la Marine nationale) (1947)
- Medaille voor Verdienste voor de Gezondheid van de Luchtmacht (Frans: Médaille des services de santé de l'Air) (1948)
- Epidemieënmedaille van het Ministerie van Oorlog (Frans: Médaille des Épidémies du ministère de la Guerre) (1892)
- Epidemieënmedaille van het Ministerie van Marine (Frans: Médaille des Épidémies du ministère de la Marine) (1909)
- Eremedaille van de Epidemieën (Frans: Médaille des Épidémies du ministère de la France d'outre-mer) (1927)

De medaille wordt in vier graden; brons (bronze) voor 10 jaar, zilver (argent) voor 15 jaar, verguld zilver (vermeil) voor 20 jaar dienst in de militaire gezondheidszorg uitgereikt. Voor zeer verdiensten wordt een medaille in goud (or), uitgereikt.

## De medaille
De ronde medaille werd door Hubert Ponscarme ontworpen en toont op de voorzijde de kop van "Marianne", symbool van de Franse republiek. Zij draagt vleugels aan de slapen. Het rondschrift luidt "RÉPUBLQUE FRANÇAISE". Op de keerzijde is een altaarsteen afgebeeld. Op het altaar liggen twee symbolen van de artsenij; een Caduceus en een palmtak.
Het rondschrift luidt "MINISTERE DE LA DEFENSE" en "DEVOVEMENT - SERVICE DE SANTE DES ARMEES".
De medaille wordt aan een wit zijden lint met een brede rode baan in het midden en twee smallere blauwe strepen langs de bies op linkerborst gedragen.
- Het lint van de bronzen medaille is niet versierd.
- Het lint en de baton van de zilveren medaille is met een rozet versierd.
- De baton van de verguld zilveren medaille is met een rozet en een strookje zilveren galon versierd, net als die van een commandeur in een Franse ridderorde.
- De baton van de gouden medaille is met een rozet en een strookje gouden galon versierd, net als die van een Grootkruis in een Franse ridderorde.

Personen die bijvoorbeeld tijdens epidemieën zeer verdienstelijk waren, kunnen ook zonder dat zij al die dienstjaren hadden vervuld worden onderscheiden met een Eremedaille voor Verdienste voor de Gezondheid van de Strijdkrachten. De ridders van het Legioen van Eer komen direct in aanmerking voor de zilveren of verguld zilveren medaille. Anderen moesten eerst de bronzen medaille alvorens zij konden worden onderscheiden met een hogere rang.

## Protocol
Het is gebruik om de medailles op 1 januari en 14 juli uit te reiken. Dat gebeurt tijdens parades, zoals de onderscheidingen de onwaardige, want wegens een misdrijf veroordeelde, dragers ook ceremonieel wordt afgenomen. Wanneer men op uniformen geen modelversierselen draagt is een kleine rechthoekige baton in de kleuren van het lint voorgeschreven. Op de baton mag een rozet of een rozet op een stukje zilveren of gouden galon worden gemonteerd.
De medaille wordt ook als miniatuur gedragen op bijvoorbeeld een rokkostuum.
Op een kostuum of mantelpak kunnen de in burger geklede dragers een knoopsgatversiering (in het Nederlands vaak een "lintje" genoemd) dragen. De drager van de zilveren medaille draagt een kleine rozet in de kleuren van het lint. Het bezit van de verguld zilveren en gouden medailles worden aangeduid met dezelfde rozetten, maar dan gemonteerd op een strookje zilveren of gouden galon.